# Patilhão

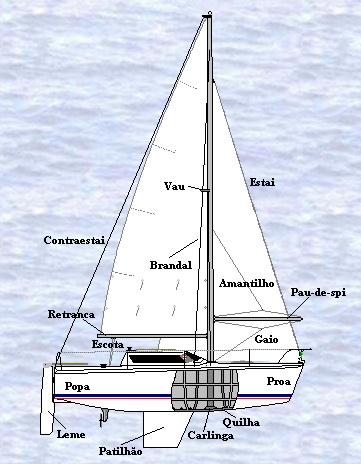
Ver diferença entre quilha e patilhão

O patilhão (português europeu) ou bolina (português brasileiro)  é, em náutica, o plano vertical submerso no sentido longitudinal que impede uma embarcação de derivar ou abater lateralmente. (Referência 1 inválida)  - . Em pequenos veleiros de fundo quase plano, usa-se uma prancha de madeira ou fibra de vidro removível ou dobrável, que quando não necessária ou com o vento de popa se pode levantar ou retirar. Nas grandes embarcações, o próprio formato do casco e da quilha podem exercer a função da bolina/patilhão.
O patilhão não deve ser confundido com a quilha, como mostra a imagem, mesmo ao se falar por vezes em quilha lastrada, pois a forma do patilhão confunde-se com a quilha, constituindo uma só peça. 
N.B.: O termo bolina é usado em português como uma mareação.

## Função
O patilhão exerce três funções principais num veleiro :
- permite transformar em movimento para a frente a pressão lateral produzida pelo vento nas velas;
- evita que o barco abata, que derive na água;
- fornece a estabilidade para que o barco não capote.